# Chen Zhen (håndboldspiller)
Chen Zhen (forenklet kinesisk: 陈珍; traditionel kinesisk: 陳珍; pinyin: Chén Zhēn, født 11. januar 1963) er en tidligere kvindelig kinesisk håndboldspiller der deltog under Sommer-OL 1984 og Sommer-OL 1988.
I 1984 var hun med på de kinesiske håndboldhold som vandt en bronzemedalje. Hun spillede i alle fem kampe og scorede nitten mål.
Fire år senere var hun med på de kinesiske hold som kom på en sjetteplads. Hun spillede i alle fem kampe og scorede 21 mål.